# Nowosiółki (powiat tomaszowski)

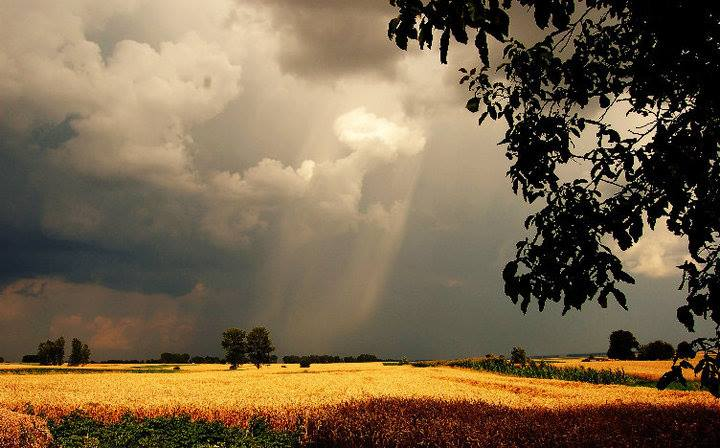
Widok w Nowosiółkach

Nowosiółki (także Pokropiwne) – wieś w Polsce, położona w województwie lubelskim, w powiecie tomaszowskim, w gminie Telatyn. Przez wieś przepływa rzeka Kmiczynka.
W latach 1975–1998 miejscowość administracyjnie należała do województwa zamojskiego.
Powierzchnia wsi to 11,62  km².
Wieś jest sołectwem w gminie Telatyn. Według Narodowego Spisu Powszechnego z roku 2011 wieś liczyła 462 mieszkańców.
Wieś jest siedzibą rzymskokatolickiej parafii Przemienienia Pańskiego.

## Części wsi
| SIMC    | Nazwa              | Rodzaj    |
| ------- | ------------------ | --------- |
| 0901631 | Kolonia Nowosiółki | część wsi |
| 0901648 | Majdan             | część wsi |
| 0901654 | Nowosiółki-Osada   | osada     |

## Historia

### Historia wsi Nowosiółki
Pierwsza wzmianka o miejscowości pochodzi z 1472 roku, kiedy notowano tu 6 і 1/4 łana użytków, 2 karczmy oraz cerkiew. W tym roku zapis królewski na Nowosiółki otrzymał Mikołaj Zbrożek z Żernik. W latach 1486–1491 dziedzicem wsi był Mikołaj Lipski herbu Korczak, który był ożeniony pierwszy raz z Anną z Wareszyna і po raz drugi z Dorotą, córką Ramsza z Oleszyc, której zapisał 400 grzywien posagu і wiana na Nowosiółkach. W 1502 roku Jan Lipski zastawił wieś Dawidowi z Horyszowa. Następnie dobra były w posiadaniu syna Jana – Stanisława Lipskiego, żonatego pierwszy raz z Barbarą z Udryckich і po raz drugi z Sienieńską. W 1577 roku ich synowie Mikołaj і Jan dopełnili działu dóbr: Lipska, Woli Lipskiej, Szewni, Suchej Woli, Hruszki, Hutek, Nowosiółek і Żniatyna. Tutejsze dobra zapewne odziedziczył Jan, który w 1578 roku notowany był jako właściciel 8 łanów użytków, 4 zagrodników z ziemią, 2 komorników і cerkwi w Nowosiółkach. Jeszcze w 1629 roku wieś należała do Jana Lipskiego. W 1678 roku właścicielem Nowosiółek był Stefan Zamoyski. Wkrótce jednak nastąpiła zmiana własności і w 1681-82 roku wieś należała do Żulińskiego, a ok. 1700 roku do Chamca і Dunina.
Na mapie z lat 1779–1782 widoczne są na terenie Nowosiółek elementy obronne dworu.
Obwarowania miały postać czworobocznego narysu obwarowań z czterema bastejami. Od zachodu istniała w założeniu obronnym brama, a wewnątrz wałów były dwa budynki. Budowla obronna powstała prawdopodobnie w XVI lub XVII wieku.
Najdokładniejsze ślady historii miejscowości dotyczą drugiej połowy XVII wieku, kiedy właścicielem dóbr w Nowosiółkach był Karol Tarło, wojewoda lubelski i starosta stężycki. W tym czasie zapewne dokonano przebudowy dworu, jak i postawiono nową cerkiew greckokatolicką. W późniejszym czasie, po śmierci Tarły a dokładnie w 1733 roku, Aleksander Młodecki został obligatoryjnym posesorem dóbr nowosielskich – wsi Nowosiółki Pokropiwne i Sahryń oraz części wsi Suszów i Wasylów Pokropiwny. Powiązane było to z brakiem spłaty długu jaki udzielił Młodecki, Karolowi Tarle. W związku z powyższym zastaw w postaci dóbr nowosielskich pozostał w ręku Aleksandra Młodeckiego. Następnie majątek przekazywany był na sukcesorów Młodeckiego przez następnych 40 lat, zaś dwór nowosielski pełnił funkcję ich głównej rezydencji. Chwilowym właścicielem Nowosiółek po zajęciu wsi w posesję obligatoryjną przez zastaw był kanonik gnieźnieński Józef Antoni Łaszcz. Kolejno ziemie przechodziły w posiadanie rodziny Trębińskich, Rastawieckich, Epsteinów i Świeżawskich, którzy byli ostatnimi właścicielami majątku dworskiego.
Odmiennie niż obecnie, pierwotnie Nowosiółki były związane ziemią bełską, która tworzyła oddzielne księstwo podległe książętom z linii Piastów mazowieckich. W 1772 w związku z pierwszym rozbiorem Polski, wieś znalazła się w granicach zaboru austriackiego, stan taki przetrwał do 1809 r., kiedy to w wyniku powiększenia Księstwa Warszawskiego Nowosiółki znalazły się w jego granicach. Kolejna zmiana przynależności administracyjnej tej miejscowości miała miejsce w 1815r., kiedy to włączono ją do utworzonego na kongresie wiedeńskim Królestwa Polskiego, zależnego od Cesarstwa Rosyjskiego, w granicach którego znajdowała się do odzyskania przez Polskę niepodległości.

#### Kościół
Budowa obecnego kościoła w Nowosiółkach rozpoczęła po 1804 roku z fundacji Ludwika barona Rastawieckiego herbu Sas, który w tym samym roku kupił majątek w Nowosiółkach za wiano jakie otrzymała w związku ze ślubem w dniu 18 maja 1803 roku w Warszawie, jego żona Teresa Rastawiecka z Krajewskich herbu Trzaska. W związku z wychowaniem w wierze rzymskokatolickiej Ludwik Rastawiecki na zakupionym majątku, wzniósł kaplicę, która na przestrzeni dziejów sprawowała także funkcję cerkwi prawosławnej, a następnie kościoła rzymskokatolickiego. Właściciel majątku Nowosiółki, Ludwik Rastawiecki urodził się w 1772 roku i był synem Andrzeja Rastawieckiego, który otrzymał w 1781 r. od cesarza Józefa II dziedziczny tytuł barona w Galicji. Ludwik w 1791 r. ukończył filozofię i prawo na Uniwersytecie Lwowskim, był paziem Stanisława Augusta (miał przy boku Jego czynić kompaniyą), później marszałkiem sejmiku tomaszowskiego, posłem na Sejm, aktywnym masonem – w 1812 r. mistrzem w świątyni Izis, w 1817 r. afiliowanym do loży Kazimierza Wielkiego. Ludwik był zarazem vice-prezesem zarządu powiatu zamojskiego, od 1831 był posłem na sejm oraz kasztelanem Królestwa Polskiego, od roku 1841 pełnił funkcję sędziego pokoju w powiecie tomaszowskiego. W związku z licznymi zasługami w roku 1850 otrzymał tytuł barona w Królestwie oraz był deputowanym konfederacji generalnej obu narodów do Fryderyka Augusta Saskiego i księcia warszawskiego.
We wzniesionej przez Rastawieckiego kaplicy stworzono dwa boczne ołtarze, a naprzeciw ołtarza głównego utworzono chór organowy, który wspierał się na dwóch filarach. Budynek został wymurowany z cegły z prywatnej cegielni Rastawieckiego z sygnowanymi na każdej cegle inicjałami LR. Cała świątynia została otynkowana na zewnątrz, a dach pokryty blaszanymi płytami. Fundator idąc za ówczesnym trendem epoki zlecił wybudowanie świątyni w stylu barokowo-klasycystyczny z wnętrzem opierającym się na iluzji malarskiej, zwłaszcza na sklepieniach oraz na ścianach bocznych poprzez malowanie postaci między innymi świętych z widocznym za nimi cieniem. Od strony północnej powstało prezbiterium, które zostało zamknięte półkoliście z dwoma oknami na przeciwnych stronach, a poniżej powstały dwie czworoboczne zakrystie. Najprawdopodobniej wtedy liturgię w kaplicy sprawował kapłan z parafii z Rzeplina, w której granicach wtedy znajdowały się Nowosiółki.
W dniu 1805 roku, na świat w dworku w Nowosiółkach przyszedł syn Rastawieckich, Edward, który lata młodości spędził na Lubelszczyźnie. W 1816 roku Ludwik baron Rastawiecki wraz z żoną i synem Edwardem, przeprowadził się do Warszawy. Wyjazd związany był z utworzeniem w 1815 roku na Kongresie Wiedeńskim, Królestwa Polskiego tak zwanej Kongresówki z poprzedzającego go Księstwa Warszawskiego. W tym czasie Nowosiółki znajdowały się nad samą granicą Królestwa Polskiego. Rastawieccy postanowili wyjechać, gdyż w Warszawie powstawały liczne szkoły, jak również Uniwersytet Warszawski, a więc oczywiste było, iż tam Edward zdobędzie lepsze wykształcenie. Przed rokiem 1807, wieś zgodnie z mapą z 1795 roku znajdowała się w granicach zaboru austriackiego, więc wszelkie kierunki gospodarcze, naukowe skupione były we Lwowie. Zmiana granic po roku 1815 zablokowała, możliwość wyjazdu do Lwowa, gdzie studia ukończył Ludwik baron Rastawiecki. Jedynym słusznym rozwiązaniem był wyjazd do Warszawy, gdyż wojna Napoleońska spowodowała przesuniecie się granic i po roku 1813 wieś znajdowała się w zaborze rosyjskim.
Po wyjeździe do Warszawy, baron Rastawiecki do Nowosiółek przyjeżdżał tylko okolicznościowo w celu sprawdzenia stanu majątku, którego był właścicielem. Spowodowało to pogorszenie stanu świątyni, gdyż mieszkańcy Nowosiółek nie mogli utrzymać tak dużego budynku w dobrym stanie. Popadnięcie kaplicy w stan niszczejącego budynku, związane było także z perturbacjami geopolitycznymi, gdyż Nowosiółki położone były nad samą granicą do roku 1830 Królestwa Polskiego, a w późniejszym czasie pomiędzy zaborem rosyjskim, a austriackim. Z pomocą w odrestaurowaniu świątyni przybył Edward baron Rastawiecki który w 1833 roku po śmierci matki Teresy Rastawieckiej w 1830 roku, przybył z Warszawy wraz ze swoim ojcem, który na stałe zamieszkał w dworku w Nowosiółkach. Wywołane było to zapewne także, wybuchem powstania listopadowego i związanymi z tym licznymi bitwami na terenie Warszawy. Rastawiecki postanowił w tym czasie znacząco rozbudować pałac w Dołhobyczowie, który znajdował się w majątku Rastawieckich oraz wyremontować kaplice w Nowosiółkach. Remont był bardzo znaczący, gdyż zbudowane zostało wtedy nowe sklepienie, a całość wnętrza pokryto nową polichromią. W podziemiach kaplicy pod ołtarzem głównym, utworzono mauzoleum Rastawieckich do którego przeniesiono z cmentarza z Dołhobyczowa ciało Teresy Rastawieckiej, a w 1847 roku po śmierci złożono ciało Ludwika barona Rastawieckiego, który zmarł w dworku w Nowosiółkach.
Wiele lat wcześniej przed powstaniem kaplicy Rastawieckich po drugiej stronie zbiornika wodnego znajdowała się świątynia – cerkiew greckokatolicka, wzniesiona z fundacji Starosty Stężyckiego Karola Tarło w XVII wieku pod wezwaniem Wniebowzięcia NMP. Według spisu cerkwi 1930 roku przeprowadzonego w powiecie tomaszowskim wynika, iż świątynie początkowo zbudowano dla ludności rzymskokatolickiej, później przemianowano w cerkiew greckokatolicką, jednak ze spisów parochów dokonywanych na ziemi bełskiej wynika, iż parafia greckokatolicka istniała w Nowosiółkach od XVI wieku i wzniesiona świątynia od początku pełniła funkcję cerkwi.
Przeglądając spis konsystorzy diecezji chełmińskiej możemy przeczytać pierwsze dane o wyglądzie cerkwi w Nowosiółkach. Protokół wizytacji z 1732r., spisany przez kontrolujących parafię komisarzy: ks. Józefa Ostaszewskiego i ks. Mikołaja Sarobkiewicza mówi, iż ściany cerkwi były dobre, jednak dach wymagał remontu. Do wnętrza prowadziły pojedyncze drzwi osadzone na trzech żelaznych zawiasach i krukach, zamykane klamką. W budynku znajdowały się dwa okna w drewnianych ramach. Z opisu wynika, iż na wieży cerkwi znajdowały się cztery dzwony, zaś na elewacji dwa. W 1761 roku parafię wizytował biskup chełmski Maksymilian Ryłła i w sporządzonym wtedy protokole wizytacji wskazano, iż cerkiew w dachach i ścianach dobra, co może wskazywać, że od przedniej wizytacji został przeprowadzony remont świątyni, zapewne z fundacji Ludwiki Trębińskiej, która w tym czasie była właścicielem dóbr w Nowosiółkach. Dodatkowo w tym protokole pojawia się także zapis o drewnianej dzwonnicy obok cerkwi, jak i cmentarzu, który miał być ogrodzony.
Z protokołu wizytacji przeprowadzonej przez ks. Michała Grabowieckiego w 1775r., jak i wizytacji z roku 1780 wynika, iż stan cerkwi był dobry oraz w tym okresie powiększało się wyposażenie kościoła – cerkiew nabyła nowe chorągwie, obrazy, kielichy oraz szaty. W tych opisach została wymieniona pozłacana puszka pro conservando Venerabili, 2 kielichy (srebrny i cynowy), 2 pateny srebrna i cynowa, 2 cynowe gwiazdy, cynowa łyżeczka. Przez kolejne lata dokonywano zakupu nowych koron, przyrządów liturgicznych – ampułek, puryfikaterzy i korporałów.
Pierwsze księgi parafialne w których zapisywano urodzenia, zawarte małżeństwa oraz zgony na terenie parafii pochodzą z 1812 roku. Z licznych podpisów wynika, iż w tym czasie proboszczem parafii greckokatolickiej był ksiądz Jan Koźmiński do 15 kwietnia 1824 roku, kiedy zmarł na plebanii w wieku 65 lat. Chwilowo kapłanem administratorem oraz urzędnikiem stanu cywilnego został brat zmarłego księdza, Jakub Koźmiński, a od roku 1826 kapłanem administratorem parafii został Leon Koźmiński – późniejszy proboszcz parafii w Dołhobyczowie. Proboszczem parafii od roku 1829 został Julian Słabniewicz, który jednocześnie pełnił rolę dziekana dekanatu tyszowieckiego. Proboszczem był do roku 1857, jednak z uwagi na zły stan zdrowia, został mu przydzielony w roku 1856 jako pomoc w parafii, syn ksiądz Nestor Słabniewicz. Ksiądz Julian zmarł w Nowosiółkach 30 maja 1857 roku i jak wskazano w księdze urodzeń, małżeństw i zgonów, śmierć zaświadczał rządca na majątku Rastawieckich – Aleksander Konopatzki. Od roku 1868 wprowadzono nakaz zapisywania akt cywilnych w języku rosyjskim, a ostatnia zachowana księga parafii greckokatolickiej, której proboszczem był ksiądz Nestor Słabniewicz jest z roku 1872. W roku 1875 w związku z licznymi kampaniami administracji rosyjskiej, które miały na celu likwidacje wyznania greckokatolickiego w diecezji chełmskiej, kościół, jak i drewniany kościół greckokatolicki stały się siedzibą parafii prawosławnej pod wezwaniem Zaśnięcia Bogurodzicy. Mieszkańcy parafii, byli siłą zmuszani przez aparat zaborcy rosyjskiego do zmiany wyznania na prawosławie. Odbywanie liturgii w wyznaniu greckokatolickim było całkowicie zabronione. Ówczesny proboszcz Nestor Słabniewicz został kapłanem prawosławnym do roku 1897 kiedy zmarł i został pochowany na cmentarzu.

#### Dwór

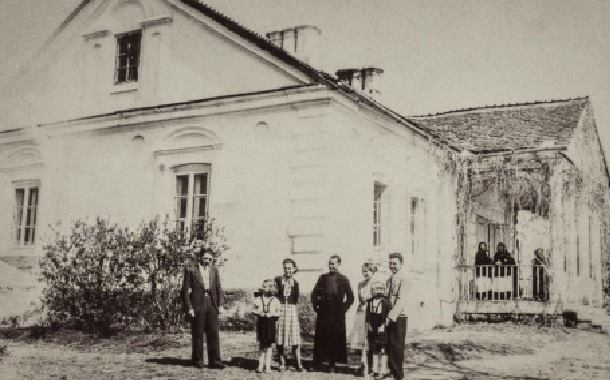

Nieopodal kościoła znajdował się folwark, który przez lata stanowił majątek rodzin Rostworowskich oraz Trębińskich. W okresie kiedy właścicielem majątku był Ludwik Rastawiecki, folwark przeszedł gruntowny remont. Wybudowany został wtedy murowany dwór w którym w 1804 roku urodził się Edward Rastawiecki. Po śmierci ojca Edward Rastawiecki sprzedał cały folwark Mieczysławowi Epstein. W późniejszym czasie folwark należał do Czesława Świeżawskiego. Ostatecznie całość folwarku wraz z dworem została spalona przez oddziały UPA w 1944 roku.

#### Stacja Hodowli Roślin
Podczas II wojny światowej, 9 kwietnia 1944 roku, oddziały UPA spaliły wieś. Po roku 1945 na terenie ówczesnych Nowosiółek-Osada, utworzono z gruntów pozostałych w dużej mierze po folwarku i byłych gospodarstwach ukraińskich, jednolite gospodarstwo rolne, które wchodziło w skład Państwowego Gospodarstwa Rolnego w Poturzynie. W latach 60. gospodarstwo przekształcono w Stację Hodowli Roślin. Głównym organizatorem i pierwszym prezesem był Bronisław Stąsiek. Organizatorem gospodarstwa і jego pierwszym kierownikiem był Bronisław Stąsiek. W 1992 roku Stacja Hodowli Roślin została przejęta przez Skarb Państwa, a administrowała nią Agencja Rolna Skarbu Państwa. W następnym roku powstała spółka pracownicza „Rol-Hand”, która wydzierżawiła grunty po byłym PGR.

#### Szkoła Podstawowa
Po I wojnie światowej w Nowosiółkach utworzono Publiczną Szkołę Powszechną. Początkowo trzy-klasową, a w późniejszym czasie czteroklasową. W 1954 roku otwarto we wsi szkołę w drewnianym budynku znajdującym się nieopodal obecnej remizo-świetlicy, która do 1960 roku funkcjonowała jako 6- klasowa, w latach 1960–1966 7-klasowa, a od 1966 roku 8-klasowa. Od 2000 roku był tutaj tylko Punkt Filialny SP w Telatynie z klasami 0-3. Ostatecznie szkołę zlikwidowano w 2005 roku.

#### Gminna Kasa Spółdzielcza
W grudniu 1954 roku przeniesiono z Poturzyna do Nowosiółek siedzibę Gminnej Kasy Spółdzielczej (GKS). Kasa początkowo mieściła się w budynku wspólnie z urzędem gromadzkim і szkołą, a w 1960 roku oddano do użytku nowy, murowany budynek z przeznaczeniem na jej siedzibę. W 1973 roku siedzibę GKS przeniesiono do Telatyna i zmieniono jej nazwę na Bank Spółdzielczy.
We wsi znajduje się zabytkowy prawosławny cmentarz.

## Organizacje społeczne i stowarzyszenia

### Stowarzyszenie Moje Nowosiółki
Stowarzyszenie Moje Nowosiółki istnieje od 1 sierpnia 2019 roku i wpisane jest do rejestru stowarzyszeń prowadzonego przez Starostę tomaszowskiego. Celami przyświecającymi twórcom stowarzyszenia jest między innymi popularyzacja i promocja miejscowości Nowosiółki, inicjowanie i organizowanie działań w sferze kultury, sztuki, ochrony dziedzictwa narodowego, podtrzymywanie i upowszechnianie tradycji narodowej, pielęgnowanie polskości oraz rozwijanie świadomości narodowej, obywatelskiej i kulturowej, działalność wspomagająca rozwój wspólnot oraz społeczności lokalnych, propagowanie i rozwój twórczości artystycznej, malarstwa, rzeźby, muzyki, teatru, fotografii, pisarstwa, filmu, rękodzieła ludowego oraz pozostałych sztuk pięknych i dziedzin aktywności artystycznej oraz prowadzenie Skansenu Aktywnego u Sołtysa w Nowosiółkach.

### Ochotnicza Straż Pożarna
Ochotnicza Straż Pożarna w Nowosiółkach została założona w 1951 roku. Założycielami jednostki byli Antoni Groma, Stefan Kudełko i Władysław Tereszczyński. Pierwszą siedzibą jednostki był wybudowany w czynie społecznym drewniany garaż. Po roku 1960 rozpoczęto budowę garażu na wóz strażacki wraz z remizą. Początkowo strażacy dysponowali motopompą oraz samochodem strażackim marki Dodge, który po kilku latach zamieniono na pojazd marki Żuk, przekazany ze straży z Tomaszowa Lubelskiego. W 1975 roku GZ OSP Telatyn przekazało straży pożarnej samochód STAR 25, będący w dyspozycji OSP w Nowosiółkach do 2004 roku. Obecnie straż pożarna dysponuje wozem strażackim STAR266.